# Алабышево
Алабышево — деревня в Тямшанской волости Псковского района Псковской области России.
Расположена в 12 км к юго-западу от центра города Пскова, севернее деревни Тямша.

## Население
| 2001 | 2002 | 2010 |
| ---- | ---- | ---- |
| 11   | ↘8   | ↗10  |

## История
Называлось, как писал С. Б. Веселовский,  в конце XV в. сельцо Афанасьевское Московского уезда.
Принадлежало представителю рода Алабышевы  князю Федор Федорович Алабыш Ярославский. 